# Gmina Östhammar
Gmina Östhammar (szw. Östhammars kommun) – gmina w Szwecji, w regionie Uppsala, z siedzibą w Östhammar.
Pod względem zaludnienia Östhammar jest 111. gminą w Szwecji. Zamieszkuje ją 21 738 osób, z czego 48,92% to kobiety (10 635) i 51,08% to mężczyźni (11 103). W gminie zameldowanych jest 605 cudzoziemców. Na każdy kilometr kwadratowy przypada 14,77 mieszkańca. Pod względem wielkości gmina zajmuje 65. miejsce.